# Стогі (Нижньосілезьке воєводство)
Стогі (пол. Stogi, нім. Reisau) — село в Польщі, у гміні Борув Стшелінського повіту Нижньосілезького воєводства.
Населення — 91 особа (2011).
У 1975-1998 роках село належало до Вроцлавського воєводства.

## Демографія
Демографічна структура станом на 31 березня 2011 року:
|          | Загалом | Допрацездатний вік | Працездатний вік | Постпрацездатний вік |
| -------- | ------- | ------------------ | ---------------- | -------------------- |
| Чоловіки | 49      | 14                 | 32               | 3                    |
| Жінки    | 42      | 7                  | 24               | 11                   |
| Разом    | 91      | 21                 | 56               | 14                   |